# Weston (Vermont)
Weston est une ville du comté de Windsor au Vermont aux États-Unis. En 2010 la population était de 566 habitants.
|                     |                       | Ludlow (Vermont)  |
|                     | Weston                | Andover (Vermont) |
| Landgrove (Vermont) | Londonderry (Vermont) |                   |

## Démographie
| Groupe            | Weston | Vermont | États-Unis |
| ----------------- | ------ | ------- | ---------- |
| Blancs            | 98,1   | 95,3    | 72,4       |
| Métis             | 0,9    | 1,7     | 2,9        |
| Asiatiques        | 0,7    | 1,3     | 4,8        |
| Afro-Américains   | 0,4    | 1,0     | 12,6       |
| Autres            | 0      | 0,8     | 7,1        |
| Total             | 100    | 100     | 100        |
|                   |        |         |            |
| Latino-Américains | 0,2    | 1,5     | 17,37      |

Selon l'American Community Survey, pour la période 2011-2015, 97,17 % de la population âgée de plus de 5 ans déclare parler l'anglais à la maison, 1,24 % le polonais, 0,88 % l'espagnol et 0,71 % le français.